# Samostan Križa
Samostan Križa (hebrejsko: מנזר המצלבה, gruzijsko: ჯვრის მონასტერი, jvris monast'eri) je samostan  Vzhodne pravoslavne cerkve v bližini Nayota v soseščini Jeruzalema. Stoji v Dolini Križa in sodi pod Izraelski muzej in Kneset.

## Zgodovina
Legenda pravi, da je bil samostan postavljen na pokopališču Adamove glave - čeprav se dve drugi lokaciji v Jeruzalemu prav tako sklicujeta na to čast - iz katere je zraslo drevo, ki je dalo les za križ, na katerem je bil križan Kristus.
Verjame se, da je bilo mesto prvotno posvečeno v 4. stoletju po navodilu rimskega cesarja Konstantina Velikega, ki je mesto pozneje dal kralju Mirianu III. iz Kartlija po spreobrnitvi njegovega kraljestva v krščanstvo leta 327 .
Samostan je zgradil Gruzijec Giorgi-Prokhoreja iz Šavšetija v 11. stoletju, v času kralja Bagrata IV..
Pod sultanom Baibarjem (1260–77) so bili menihi umorjeni, potem ko so jih obtožili, da so vohuni za Mongole. Leta 1305 je veleposlanik gruzijskega kralja, ki ga je podprl Andronik II. Paleolog, pri sultanu An-Nasirju Muhammadu ibn Qalawunu dosegel ponovno posest samostana.
V začetku 1480-ih je Felix Fabri opisal: »... prišli smo do poštene cerkve, zraven nje pa je majhen samostan, v katerem prebivajo gruzijski menihi z ženami. Ko smo vstopili v cerkev, so nas vodili do visokega oltarja, ki naj bi stal na mestu, kjer je raslo drevo svetega križa« .

### Osmansko obdobje
Franciscus Quaresmius ga je v zgodnjih 1600-ih opisal kot: »lep in prostoren, tlakovan z mozaičnim delom in okrašen z različnimi grškimi slikami. Še več, samostan je zdaj res velik, utrjen in udoben; toda prvotno je bil veliko večji, kot kažejo njegove ruševine.«
Samostan so Gruzijci zaradi velikega dolga leta 1685 prodali grškemu pravoslavnemu patriarhu Dositeju II. Trenutno ga zasedajo menihi grškega pravoslavnega patriarhata Jeruzalem.
Henry Maundrell je leta 1697 zapisal: »Samostan Grkov, ki je ime dobil po svetem Križu. Ta samostan je po svoji zgradbi zelo čeden in po svojem položaju čudovit. Toda tisto, kar si najbolj zasluži opozoriti je z razlogom ime in ustanovitev. Les iz katerega je bil narejen križ je tu, ker je tu zemlja, ki je hranila korenine, ki je rodila Drevo. Pod visokim oltarjem se vam prikaže luknja v tleh, kjer je stal panj Drevesa, [..] Po vrnitvi smo bili povabljeni v samostan, da si umijemo noge. Slovesnost, ki jo je vsakemu romarju priredil oče varuh sam. Celotna družba stoji naokoli in poje nekatere latinske hvalnice in ko to stori, pride vsak brat in poljubi romarjeve noge: vse to je bilo izvedeno z velikim redom in slovesno.« .
Ostanki samostana iz križarskega obdobja predstavljajo majhen del sedanjega kompleksa, večina pa je bila obnovljena in predelana. V križarskem oddelku je cerkev, vključno z jamo, kjer okno v tleh omogoča ogled mesta, kjer je drevo, iz katerega je bil (slovesno) izdelan križ, rastlo. Ostanki iz 4. stoletja so redki, med njimi je najpomembnejši fragment mozaika. Glavni kompleks predstavlja bivalne prostore, muzej in prodajalno spominkov. V samostanski knjižnici je veliko gruzijskih rokopisov.

### Sodobnost
Junija 2004, tik pred obiskom gruzijskega predsednika Miheila Sakašvilija v Izraelu, so fresko legendarnega gruzijskega pesnika Šote Rustavelija na stebru znotraj cerkve oskrunili neznani posamezniki. Je edini obstoječi srednjeveški portret Rustavelija. Obraz in del spremljajočega napisa sta bila spraskana. Gruzija se je po incidentu uradno pritožila Izraelu. Fresko so na podlagi obstoječe dokumentacije restavrirali izraelski strokovnjaki. Podobni incidenti so se v samostanu zgodili v 1970-ih in 1980-ih letih. Gruzijski napisi so bili poslikani in nadomeščeni z grškimi. Na fotografiji freske Svet nadangelov iz leta 1901 so gruzijski napisi, vendar so fotografije iz leta 1960 pokazale, da so bili napisi spremenjeni v grške; po čiščenju slik so se spet pojavili gruzijski napisi. Enako se je zgodilo v primeru Kristusa Anapesona, 'Jezusa, ki se naslanja'. Na mnogih mestih (npr. V bližini figur svetega Luke in sv. Prohora) so pod nedavno dodanimi grškimi napisi jasno vidni obrisi gruzijskih črk.